# 謝承潤
谢承润（英語：Eric Tse），中华人民共和国企業家、政治人物。他是正大集团谢氏家族成員，为正大集团执行副总裁、中国生物制药创始人谢炳之子丶卜蜂國際主要股東謝國民是他的叔公。
謝氏1996年出生于美国西雅图。他曾在北京景山學校读小学，后拥有賓夕法尼亞大學沃頓商學院經濟學系理学士学位及清华大学苏世民书院管理学及全球领导力硕士学位。2018年，他被任命为香港上市公司中國生物制药的執行董事、行政總裁丶以及正大集團若干關聯公司董事。他还是全國青聯委員、陝西省青聯副主席、北京市政协委员。